# Estadio Hermanos Buse
El Estadio Coliseo de los Hermanos Buse se ubica dentro de las instalaciones del club Lawn Tennis de la Exposición en el distrito de Jesús María, Lima, capital del Perú
Es la sede tradicional del Equipo peruano de Copa Davis, donde se disputó el  encuentro contra Australia por los Play-Off de la Copa Davis 1989.
Su capacidad total es para 1800 personas sentadas.